# Estegosaure
L'estegosaure (Stegosaurus, rèptil amb teulada) fou un dinosaure herbívor el qual va viure a Nord-amèrica i a Europa durant el Juràssic superior, entre 156 i 155 milions d'anys enrere, del grup dels ornitisquis. Els primers fòssils van ésser identificats per Othniel Charles Marsh el 1877, essent una de tantes espècies descobertes durant la Guerra dels Ossos a l'oest nord-americà. Avui en dia s'han trobat desenes d'esquelets complets i diversos fòssils més als rics jaciments de Wyoming, Utah, Colorado i Portugal, i es pot dir amb tota seguretat que és un dels dinosaures més coneguts.
Els estegosaures tenien una longitud de fins a 9 metres i un pes de dues tones. El cos, sostingut de forma obligada per quatre potes finalitzades en peülles, es feia més estret cap al davant, fins a finalitzar en un minúscul cap allargat dotat d'un feble bec i dents petites d'escassa capacitat masticatòria. Ja al segle xix es va convertir en el paradigma del dinosaure babau, a causa del fet que el seu cervell era poc més gran que una nou. Tot i que avui se sap que el cervell no creix de forma proporcional a la resta del cos i que a la majoria de dinosaures tenia una mida normal per aquests, els estegosaures el continuen tenint lleugerament més petit del que es podria esperar. Així doncs, no tindrien els sentits molt desenvolupats.

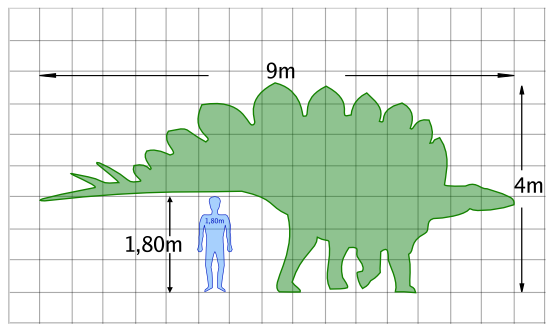
Comparativa de mida entre un estegosaure i un home

Els trets més notables d'aquests animals són les seves quatre punxes de fins a 60 centímetres a la cua i sobretot la filera d'amples plaques que resseguien la seva esquena. La seva posició ha sigut força discutida anteriorment, arribant a suggerir-se que es distribuïen paral·leles sobre el tronc o àdhuc enganxades al cos a manera d'armadura. Tot i això, el coneixement actual permet assegurar que es distribuïen en dues fileres sobre el tronc, de forma aleatòria i en posició vertical. El seu paper defensori era negligible a causa del seu escàs gruix i forta vascularització, de manera que probablement tenien un paper més dissuasiu que altra cosa: sobre el tronc de l'animal, aquest semblaria encara més gran als seus predadors com ara l'al·losaure i el ceratosaure. S'ha suggerit darrerament que la vascularització de les plaques podria tenyir-les de colors vius a voluntat de l'animal, bombant la sang amb força vers elles, i podent així tenir un paper de reclam sexual o augmentant el seu poder dissuasiu. Una altra teoria les considera una eina termoreguladora. Avui en dia, els dinosaures són considerats animals de sang calenta, de manera que les plaques no servirien per escalfar l'animal com es va arribar a creure, sinó per refredar-lo. Com que no mastegava el seu aliment, l'estegosaure s'empassava enormes quantitats de plantes que fermentaven dins dels seus grans intestins: això originava enormes quantitats d'escalfor que eren emeses a l'exterior mitjançant les plaques, salvant l'animal de rostir-se amb el seu propi metabolisme. Un experiment amb una maqueta que reproduïa la forma d'un estegosaure corroborà aquesta idea. També s'observa que les plaques són progressivament més amples segons augmenta la mida entre els membres de la família Stegosauridae, de la qual aquesta espècie és la més grossa.